# Prituľany
Prituľany jsou obec na Slovensku v okrese Humenné v Prešovském kraji ležící v Ondavské vrchovině. V obci žije 41 obyvatel.

## Poloha
Obec leží v údolí potoka ústícího do řeky Sitnička v jižní části Nízkých Beskyd. Mírně pahorkatinný povrch je z větší části odlesněný, nadmořská výška se pohybuje v rozmezí 205 až 426 m n. m., střed obce je ve výšce 242 m n. m.

## Historie
První písemná zmínka o obci pochází z roku 1454, kde je uvedena jako Prythwlan. V roce 1773 nesla název Pritulyane a od roku 1808 Pritulany.
Obec byla majetkem panství Stropkov a od roku 1767 rodu Dessewffiyovů a dalších. V roce 1715 byl v obci mlýn a jedenáct domácností, v roce 1787 v 21 domech žilo 161 obyvatel a v roce 1828 žilo 223 obyvatel v 30 domech. Hlavní obživou byla práce v lese, pálení dřevěného uhlí a pastevectví.
V průběhu druhé světové války v okolí působila partyzánská skupina Čapajev. Obec byla Němci vypálená. V roce 1945 byla znovu obnovena.
Živý znak obce byl vytvořen až v roce 2004.

## Kostel
V obci je řeckokatolický novobarokní kostel svatého Kosmy a Damiána, který byl postaven v roce 1925 na místě původního dřevěného kostela z roku 1777.
Farnost Prituľany patří pod řeckokatolickou farnost Ruská Poruba, prešovské archieparchie.